# Poeijers
Poeijers is een buurt in het stadsdeel Stratum in de stad Eindhoven, in de Nederlandse provincie Noord-Brabant. Op 1 januari 2023 telde de buurt 0 inwoners, verdeeld over 0 woningen, op een oppervlakte van 0,96 km².
De buurt behoort tot de wijk Putten, waartoe de volgende buurten behoren:
- Poeijers
- Burghplan
- Sintenbuurt (Bonifaciuslaan)
- Tivoli
- Gijzenrooi
- Nieuwe Erven
- Kruidenbuurt
- Schuttersbosch
- Leenderheide
- Riel

Op deze plaats bevond zich een buurtschap, de Poeijers geheten, die al in 1325 wordt vermeld als "Poeders". De naam zou naar een modderige bodem verwijzen.
Eind jaren vijftig werd de gehele buurtschap, bestaande uit enkele straten met boerderijen omgeven door weilanden, gesloopt en door het huidige bedrijventerrein vervangen, dat deel uitmaakt van 
bedrijventerrein De Kade.
Onder meer het bedrijf DAF is hier gevestigd, maar ook het Augustinianum, een middelbare school.